# Jennifer Screen
Jennifer Screen (ur. 26 lutego 1982 w Newcastle) – australijska koszykarka, reprezentantka kraju grająca na pozycji rzucającego obrońcy. Mistrzyni Świata 2006. Wicemistrzyni olimpijska 2008.
W sezonie 2014/2015 miała reprezentować polski klub Tauron Basket Ligi Kobiet – KSSSE AZS PWSZ Gorzów Wielkopolski. Kontrakt rozwiązano przed sezonem za porozumieniem stron z Australijką, gdy okazało się, że kolano zawodniczki po drobnym zabiegu nie doszło jeszcze do pełni sprawności.

## Życie prywatne
W 2007 r. wyszła za mąż, za Neila Mottrama australijskiego koszykarza, brata Craiga Mottrama australijskiego biegacza średniodystansowego

## Osiągnięcia
Indywidualne
- Liderka WNBL w asystach (2005)